# Roger L. Easton

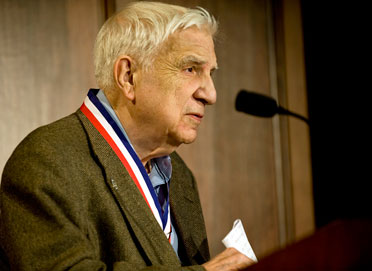
Roger Easton (2010)

Roger L. Easton (* 30. April 1921 in Craftsbury, Vermont; † 8. Mai 2014 in Hanover, New Hampshire) war ein US-amerikanischer Erfinder und Wissenschaftler.

## Leben
Easton besuchte das Middlebury Colleg in Vermont. 
Er gilt gemeinsam mit Bradford Parkinson und Ivan A. Getting als Erfinder des Global Positioning System (GPS). 1955 entwarf er mit anderen Autoren das Vanguard-Projekt des United States Naval Research Laboratory, das in Konkurrenz mit zwei weiteren Projekten stand, wovon eines von der U.S. Army stammte, das Wernher von Braun vorbereitet hatte. Die Eisenhower-Regierung entschied sich für die Durchführung des Vanguard-Projektes. 
1957 erfand Easton ebenso das Minitrack-System für das Vanguard-Projekt.
Im Jahr 2006 wurde er vom damaligen Präsidenten der Vereinigten Staaten, George W. Bush, für seine Leistungen im Rahmen der Entwicklung des GPS mit der National Medal of Technology and Innovation ausgezeichnet. Seit 1998 war er gewähltes Mitglied der American Philosophical Society.

## Preise und Auszeichnungen (Auswahl)
- National Medal of Technology and Innovation
- Magellanic Premium, 1997[2]
- National Inventors Hall of Fame, 2010